# أمقيدش (مجلة)
مجلة أو جريدة أمقيدش هي جريدة جزائرية شهرية لأطفال، صدرت لأول مرة عام 1969م. تولى رئاسة تحريرها ضوي عبد الرحمن. أمقيدش هو اسم بطل قصص شعبية معروفة في الجزائر وجميع قصصها مستوحاة من التاريخ الجزائري القديم والحديث ومن تاريخ الوطن العربي والعقيدة الإسلامية.
عدد الصفحات الكرتونية 4 صفحات من بين 16 صفحة، أبيض وأسود بقطع 19×24سم، ظلت الجريدة تصدر بغير انتظام ثم صارت تصدر كل شهرين ثم تحولت إلى مجلة فصلية حتى توقفت عن الصدور بسبب قلة الكفاءات الفنية الخاصة بالرسامين والمؤلفين ومشكلات الطباعة والتوزيع. وهكذا استمرت المجلة من سنة ظهورها في 1967 إلى غاية سنة 1983.

## الأبواب
- بطولات: حيث تعتمد الجريدة على قصص المغامرات.[2]
- تسالي
- حكايات من بلدنا

## معرض صور